# Manga (Minas Gerais)
Manga é um município do estado de Minas Gerais, no Brasil.
O município está situado no semiárido mineiro, no alto médio vale do Rio São Francisco, localizado à margem esquerda do mesmo rio.

## História
O município foi criado pela Lei nº 843, de 7 de setembro de 1923, desmembrado de Januária, e instalado em 19 de outubro de 1924.

## Política
Anastácio Guedes Saraiva (PT) é o atual prefeito de Manga. 

## Cultura
O poeta Anfrísio Lima é um dos representantes da cultura local.

## Clima
O clima manguense é caracterizado como  semiárido com períodos irregulares de chuva e  temperatura média anual de 35,9 °C, tendo invernos secos e amenos e verões chuvosos com temperaturas altas. O mês mais quente, fevereiro, conta com temperatura média de 26,8 °C, sendo a média máxima de 30,4 ºC e a mínima de 20 ºC. E o mês mais frio, julho, de 19,6 °C, sendo 28,4 ºC e 18,5 °C as médias máxima e mínima, respectivamente. Outono e primavera são estações de transição.
A precipitação média é de 807 milímetros (mm) anuais, sendo julho o mês mais seco, quando ocorrem apenas 0,4 mm. Em dezembro, o mês mais chuvoso, a média fica em 230,9 mm. Durante a época das secas e em longos veranicos em pleno período chuvoso,A umidade relativa do ar é de 50 %, podendo, em alguns dias do ano, principalmente no inverno, cair para valores abaixo de 30 %, ou ainda de 20 %, sendo que o recomendável pela Organização Mundial da Saúde (OMS) é de no mínimo 30%.

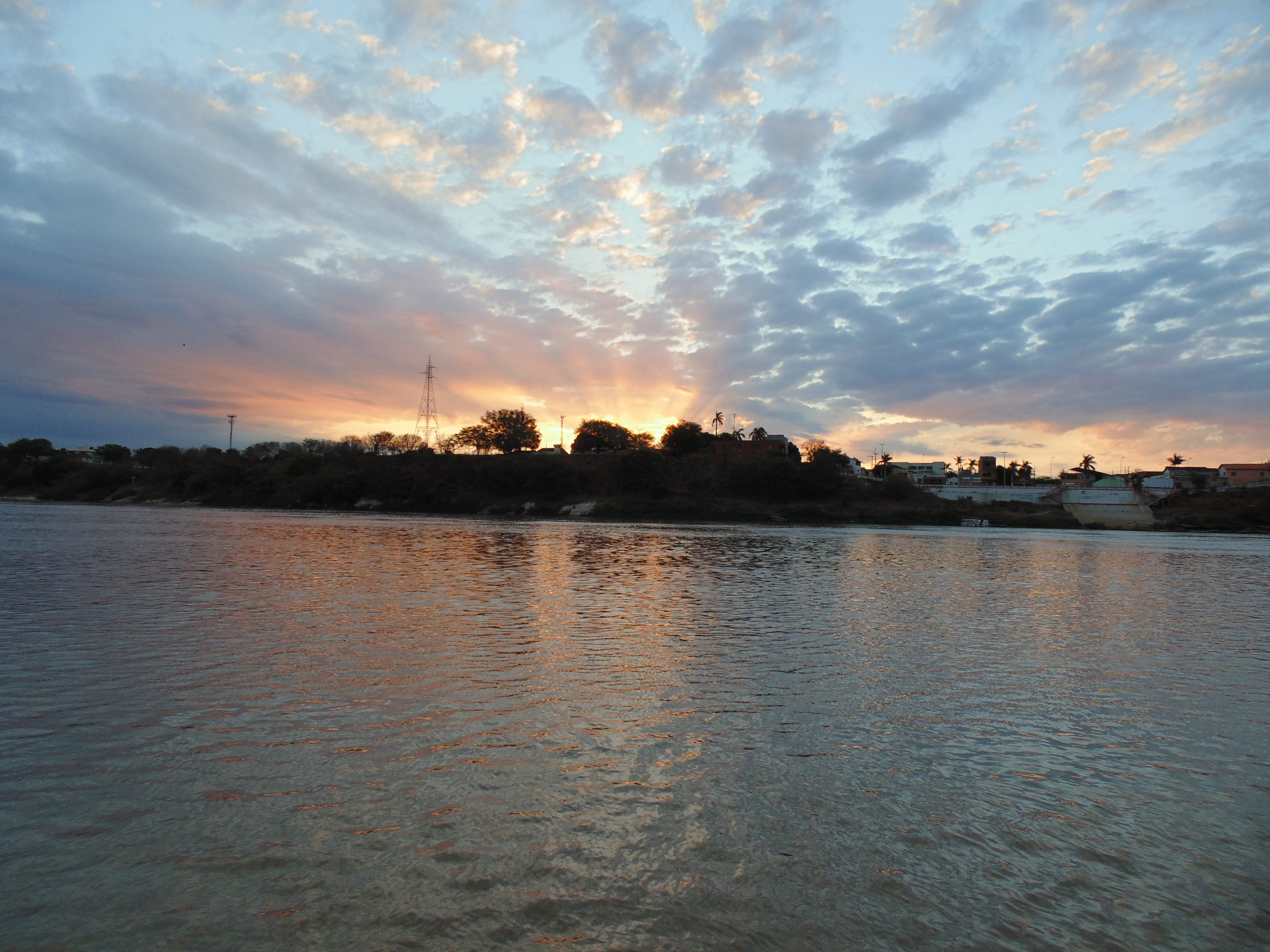
Rio São Francisco entre os municípios de Manga e Matias Cardoso.

Segundo dados do Instituto Nacional de Meteorologia (INMET), referentes ao período de 2016 E 2017 O dia mais quente da historia chegou a 42ºC e o menor a 10ºC ,O maior acumulado de chuva foi de 145 mm em 26 de dezembro 2013

## Turismo
Há as festas de São Benedito, Nossa Senhora da Conceição, bem como as visitas às misteriosas grutas do Morro de Matias Cardoso. Deve-se percorrer 702 quilômetros a partir de Belo Horizonte, pela BR-135 e MG-401. Então, atravessa-se o Rio São Francisco, havendo inclusive porto, de onde há acesso a Pirapora. Pequenos aviões também pousam no seu campo de terra. Recentemente, foi criado o Parque da Mata Seca.